# Magganpriset
Magganpriset,  yttrandefrihetspris, bestående av "äran och ett smycke", uppkallat efter den liberale redaktören och politikern Mauritz Hellberg. Denne kallades emellanåt skämtsamt för Maggan.
Denna hedersutmärkelse utdelas årligen, av Ordfront Värmland-Dal och journalistkåren i Värmland, till någon med anknytning till Värmland som har gjort bruk av yttrandefriheten. 2006 delades det ut för femte gången, den gången till miljökämpen Björn Gillberg.
Tidigare (2003) har priset t.ex. utdelats till polisman Greger Wahlgren (som arbetar på Brottsförebyggande centrum i Karlstad), för dennes arbete mot rasism och extremism.